# Leonel González Chavarría
Leonel González Chavarría (Heredia, 16 de septiembre de 1962 - San Rafael, 6 de diciembre de 2013) fue un pintor y artista plástico costarricense. Su arte se destacó por la vivacidad y colorido de sus obras, en las que reflejó principalmente la población, tradiciones y cultura afrocaribeña de Costa Rica.
Estudió en el Conservatorio Castella, en Costa Rica, y en el Instituto de Arte Suricov, en Rusia. Formó parte del grupo Bocaracá, formado en 1988 por artistas plásticos de diversas tendencias creativas. Realizó diversas exposiciones individuales en Costa Rica, Nicaragua, Panamá, México, Argentina, Colombia, Perú, Estados Unidos, Reino Unido, Alemania y Rusia. Se le consideró un icono en cuanto a la abstracción sintética que hacía en sus obras en el tema de la negritud, recuperando la identidad de la región del Caribe limonense de Costa Rica con pinturas cargadas de fuerza y contundencia.
Falleció en 2013 en una muerte aparentemente relacionada con la picadura de un insecto, pues padecía de fuertes alergias. Su cuerpo fue encontrado en una región boscosa en San Rafael de Heredia tras ocho días desaparecido, luego de que había salido a pasear en bicicleta.